# Enner Valencia
Enner Remberto Valencia Lastra (San Lorenzo, 1989. november 4. –) ecuadori válogatott labdarúgó, a brazil SC Internacional csatára.

## Pályafutása

### Klubcsapatokban
Valencia 2008-ban igazolt az Emelec utánpótlásába, majd 2010-től felkerült az első csapat keretéhez, ahova a csapat akkori argentin edzője, Jorge Sampaoli vitte fel. A gárda a 2. helyen végzett a bajnokságban, két pontra lemaradva a LDU Quitótol. 2011-ben 30 bajnokin 9 gólig jutott, majd 2012-ben 40 mérkőzésen lépett pályára és ezeken 13 alkalommal is bevette az ellenfelek kapuját. 2013-ban megnyerte az ecuadori bajnoki címet, klubja pedig 2002 óta először zárt a tabella élén.
2013. augusztus 7-én megszerezte karrierje első mesterhármasát a perui Sport Huancayo ellen a Copa Sudamericana első fordulójában, ezzel segítve az Emelecet a 4–0-s sikerhez.
2013-ban a mexikói Pachuca csapatához szerződött. 2014. január 18-án mutatkozott be a Tijuana elleni 2–0-ra megnyert találkozón. A következő héten kétszer volt eredményes a Club León ellen. A bajnoki alapszakaszt 12 góllal zárta, amely az egész ligában a legtöbb volt. Első mesterhármasát Mexikóban a UNAM elleni 2–4-es idegenbeli győzelemben szerezte.
2014. július 29-én az angol Premier League-ben szereplő West Ham United igazolta le öt évre, 12 millió font ellenében. 2014. augusztus 26-án csereként debütált a a Tottenham Hotspur elleni 1–0-ra elveszített mérkőzésen. Szeptember 15-én a Hull City ellen idegenben jegyzete első találatát. 23 méterről a felső léc alá lőtte a labdát. A találkozó 2–2-re ért véget.
2016. augusztus 31-én egy évre, kölcsönbe az Everton FC-hez került, azzal a lehetőséggel, hogy 2017 nyarán végleg megszerezhetik 14,5 millió fontért. 2017. január 2-án megszerezte első gólját a liverpooli alakulatban a Southampton ellen 3–0-ra győztesen megvívott meccsen.
2017. július 13-án a mexikói Tigres de la UANL csapatához igazolt, amellyel megnyerte a 2017-es Apertura és a 2019-es Clausura bajnokságot.
2020. augusztus 28-án ingyen igazolhatóként a török Fenerbahçe szerződtette. Az isztambuli együttes színeiben 116 tétmérkőzésen 59 gólt szerzett, 2023-ban kupagyőzelmet ünnepelhetett. A 2023-2024-es idényt megelőzően a brazil SC Internacional játékosa lett.

### A válogatottban
Végigjárta az ecuadori korosztályos válogatottakat. 2012. február 12-én mutatkozott be a felnőtt nemzeti együttesben egy Honduras elleni barátságos találkozón. Első nemzeti gólját 2013. november 19-én szerezte Honduras ellen. 2014 júniusában bekerült a 2014-es világbajnokságra utazó keretbe. Első dupláját egy mérkőzésen belül ugyancsak Honduras ellen jegyezte június 20-án. Ott volt a 2015-ös chilei Copa Américán.

## Statisztikái

### Klubcsapatokban
2022. november 12-én frissítve.
| Klub                 | Szezon           | Liga             | Liga  | Liga | Kupa  | Kupa | Ligakupa | Ligakupa | Nemzetközi | Nemzetközi | Egyéb | Egyéb | Összesen | Összesen |
| Klub                 | Szezon           | Bajnokság        | Mérk. | Gól  | Mérk. | Gól  | Mérk.    | Gól      | Mérk.      | Gól        | Mérk. | Gól   | Mérk.    | Gól      |
| -------------------- | ---------------- | ---------------- | ----- | ---- | ----- | ---- | -------- | -------- | ---------- | ---------- | ----- | ----- | -------- | -------- |
| Emelec               | 2010             | Ecuadori Serie A | 25    | 1    | —     | —    | —        | —        | 11         | 1          | —     | —     | 36       | 2        |
| Emelec               | 2011             | Ecuadori Serie A | 30    | 9    | —     | —    | —        | —        | 5          | 0          | —     | —     | 35       | 9        |
| Emelec               | 2012             | Ecuadori Serie A | 40    | 13   | —     | —    | —        | —        | 14         | 0          | —     | —     | 54       | 13       |
| Emelec               | 2013             | Ecuadori Serie A | 35    | 4    | —     | —    | —        | —        | 11         | 5          | —     | —     | 46       | 9        |
| Emelec               | Összesen         | Összesen         | 130   | 27   | —     | —    | —        | —        | 41         | 6          | —     | —     | 171      | 33       |
| Pachuca              | 2014             | Liga MX          | 23    | 18   | 2     | 0    | —        | —        | —          | —          | —     | —     | 25       | 18       |
| Pachuca              | Összesen         | Összesen         | 23    | 18   | 2     | 0    | —        | —        | —          | —          | —     | —     | 25       | 18       |
| West Ham United      | 2014–15          | Premier League   | 32    | 4    | 4     | 1    | 1        | 0        | —          | —          | —     | —     | 37       | 5        |
| West Ham United      | 2015–16          | Premier League   | 19    | 4    | 4     | 0    | —        | —        | 1          | 1          | —     | —     | 24       | 5        |
| West Ham United      | 2016–17          | Premier League   | 3     | 0    | —     | —    | —        | —        | 4          | 0          | —     | —     | 7        | 0        |
| West Ham United      | Összesen         | Összesen         | 54    | 8    | 8     | 1    | 1        | 0        | 5          | 1          | —     | —     | 68       | 10       |
| Everton (kölcsönben) | 2016–17          | Premier League   | 21    | 3    | 1     | 0    | 1        | 0        | —          | —          | —     | —     | 23       | 3        |
| Everton (kölcsönben) | Összesen         | Összesen         | 21    | 3    | 1     | 0    | 1        | 0        | —          | —          | —     | —     | 23       | 3        |
| Tigres UANL          | 2017–18          | Liga MX          | 37    | 15   | 1     | 0    | —        | —        | 3          | 2          | 1     | 0     | 42       | 17       |
| Tigres UANL          | 2018–19          | Liga MX          | 31    | 5    | 6     | 3    | —        | —        | 8          | 7          | —     | —     | 45       | 15       |
| Tigres UANL          | 2019–20          | Liga MX          | 27    | 1    | 0     | 0    | —        | —        | 4          | 1          | —     | —     | 31       | 2        |
| Tigres UANL          | Összesen         | Összesen         | 95    | 21   | 7     | 3    | —        | —        | 15         | 10         | 1     | 0     | 118      | 34       |
| Fenerbahçe           | 2020–21          | Süper Lig        | 34    | 12   | 1     | 1    | —        | —        | —          | —          | —     | —     | 35       | 13       |
| Fenerbahçe           | 2021–22          | Süper Lig        | 25    | 7    | 2     | 1    | —        | —        | 6          | 5          | —     | —     | 33       | 13       |
| Fenerbahçe           | 2022–23          | Süper Lig        | 12    | 13   | 0     | 0    | —        | —        | 10         | 2          | —     | —     | 22       | 15       |
| Fenerbahçe           | Összesen         | Összesen         | 71    | 32   | 3     | 2    | —        | —        | 16         | 7          | —     | —     | 90       | 41       |
| Karrier összesen     | Karrier összesen | Karrier összesen | 394   | 109  | 21    | 6    | 2        | 0        | 77         | 23         | 1     | 0     | 495      | 139      |

### A válogatottban
2022. november 25. szerint.
| Nemzet   | Év       | Mérkőzés | Gól |
| -------- | -------- | -------- | --- |
| Ecuador  |          |          |     |
| 2012     | 1        | 0        |     |
| 2013     | 6        | 1        |     |
| 2014     | 10       | 10       |     |
| 2015     | 5        | 2        |     |
| 2016     | 12       | 6        |     |
| 2017     | 7        | 2        |     |
| 2018     | 5        | 6        |     |
| 2019     | 8        | 4        |     |
| 2020     | 2        | 0        |     |
| 2021     | 11       | 3        |     |
| 2022     | 10       | 4        |     |
| Összesen | Összesen | 77       | 38  |

#### Góljai a válogatottban
| #  | Időpont              | Helyszín                                                           | Ellenfél           | Gólok | Eredmény | Kiírás                  |
| -- | -------------------- | ------------------------------------------------------------------ | ------------------ | ----- | -------- | ----------------------- |
| 1  | 2013. november 19.   | BBVA Compass Stadion, Houston, Amerikai Egyesült Államok           | Honduras           | 2–2   | 2–2      | Barátságos mérkőzés     |
| 2  | 2014. március 5.     | The Den, London, Anglia                                            | Ausztrália         | 3–3   | 4–3      | Barátságos mérkőzés     |
| 3  | 2014. május 31.      | AT&T Stadion, Arlington, Amerikai Egyesült Államok                 | Mexikó             | 1–3   | 1–3      | Barátságos mérkőzés     |
| 4  | 2014. június 4.      | Sun Life Stadion, Miami Gardens, Amerikai Egyesült Államok         | Anglia             | 1–0   | 2–2      | Barátságos mérkőzés     |
| 5  | 2014. június 15.     | Estádio Nacional de Brasília, Brazíliaváros, Brazília              | Svájc              | 1–0   | 1–2      | 2014-es VB              |
| 6  | 2014. június 20.     | Arena da Baixada, Curitiba, Brazília                               | Honduras           | 1–1   | 2–1      | 2014-es VB              |
| 7  | 2014. június 20.     | Arena da Baixada, Curitiba, Brazília                               | Honduras           | 2–1   | 2–1      | 2014-es VB              |
| 8  | 2014. szeptember 6.  | Lockhart Stadion, Fort Lauderdale, Amerikai Egyesült Államok       | Bolívia            | 3–0   | 4–0      | Barátságos mérkőzés     |
| 9  | 2014. október 10.    | Rentschler Field, East Hartford, Amerikai Egyesült Államok         | Egyesült Államok   | 1–1   | 1–1      | Barátságos mérkőzés     |
| 10 | 2014. október 14.    | Red Bull Arena, Harrison, Amerikai Egyesült Államok                | Salvador           | 2–0   | 5–1      | Barátságos mérkőzés     |
| 11 | 2014. október 14.    | Red Bull Arena, Harrison, Amerikai Egyesült Államok                | Salvador           | 4–1   | 5–1      | Barátságos mérkőzés     |
| 12 | 2015. június 15.     | Estadio Elías Figueroa Brander, Valparaíso, Chile                  | Bolívia            | 1–3   | 2–3      | 2015-ös Copa América    |
| 13 | 2015. június 19.     | Estadio El Teniente, Rancagua, Chile                               | Mexikó             | 2–0   | 2–1      | 2015-ös Copa América    |
| 14 | 2016. március 24.    | Estadio Olímpico Atahualpa, Quito, Ecuador                         | Paraguay           | 1–0   | 2–2      | 2018-as VB-selejtező    |
| 15 | 2016. június 8.      | University of Phoenix Stadion, Glendale, Amerikai Egyesült Államok | Peru               | 1–2   | 2–2      | Copa América Centenario |
| 16 | 2016. június 12.     | MetLife Stadium, East Rutherford, Amerikai Egyesült Államok        | Haiti              | 1–0   | 4–0      | Copa América Centenario |
| 17 | 2016. október 11.    | Estadio Hernando Siles, La Paz, Bolívia                            | Bolívia            | 1–2   | 2–2      | 2018-as VB-selejtező    |
| 18 | 2016. október 11.    | Estadio Hernando Siles, La Paz, Bolívia                            | Bolívia            | 2–2   | 2–2      | 2018-as VB-selejtező    |
| 19 | 2016. november 15.   | Estadio Olímpico Atahualpa, Quito, Ecuador                         | Venezuela          | 3–0   | 3–0      | 2018-as VB-selejtező    |
| 20 | 2017. június 13.     | Red Bull Arena, Harrison, Amerikai Egyesült Államok                | Salvador           | 2–0   | 3–0      | Barátságos mérkőzés     |
| 21 | 2017. szeptember 5.  | Estadio Olímpico Atahualpa, Quito, Ecuador                         | Peru               | 1–2   | 1–2      | 2018-as VB-selejtező    |
| 22 | 2018. szeptember 7.  | Red Bull Arena, Harrison, Amerikai Egyesült Államok                | Jamaica            | 1–0   | 2–0      | Barátságos mérkőzés     |
| 23 | 2018. szeptember 11. | Toyota Park, Bridgeview, Amerikai Egyesült Államok                 | Guatemala          | 1–0   | 2–0      | Barátságos mérkőzés     |
| 24 | 2018. október 12.    | Jassim bin Hamad Stadion, Doha, Katar                              | Katar              | 1–2   | 3–4      | Barátságos mérkőzés     |
| 25 | 2018. október 12.    | Jassim bin Hamad Stadion, Doha, Katar                              | Katar              | 2–4   | 3–4      | Barátságos mérkőzés     |
| 26 | 2018. november 15.   | Nemzeti Stadion, Lima, Peru                                        | Peru               | 2–0   | 2–0      | Barátságos mérkőzés     |
| 27 | 2018. november 20.   | Estadio Rommel Fernández, Panamaváros, Panama                      | Panama             | 2–1   | 2–1      | Barátságos mérkőzés     |
| 28 | 2019. június 1.      | Sun Life Stadion, Miami Gardens, Amerikai Egyesült Államok         | Venezuela          | 1–1   | 1–1      | Barátságos mérkőzés     |
| 29 | 2019. június 21.     | Itaipava Arena Fonte Nova, Salvador, Brazília                      | Chile              | 1–1   | 1–2      | 2019-es Copa América    |
| 30 | 2019. november 14.   | Estadio Reales Tamarindos, Portoviejo, Ecuador                     | Trinidad és Tobago | 2–0   | 3–0      | Barátságos mérkőzés     |
| 31 | 2019. november 14.   | Estadio Reales Tamarindos, Portoviejo, Ecuador                     | Trinidad és Tobago | 3–0   | 3–0      | Barátságos mérkőzés     |
| 32 | 2021. október 7.     | Estadio Monumental Isidro Romero Carbo, Guayaquil, Ecuador         | Bolívia            | 2–0   | 3–0      | 2022-es VB-selejtező    |
| 33 | 2021. október 7.     | Estadio Monumental Isidro Romero Carbo, Guayaquil, Ecuador         | Bolívia            | 3–0   | 3–0      | 2022-es VB-selejtező    |
| 34 | 2021. október 10.    | Olimpiai Stadion, Caracas, Venezuela                               | Venezuela          | 1–0   | 1–2      | 2022-es VB-selejtező    |
| 35 | 2022. március 29.    | Estadio Monumental Isidro Romero Carbo, Guayaquil, Ecuador         | Argentína          | 1–1   | 1–1      | 2022-es VB-selejtező    |
| 36 | 2022. november 20.   | Al Bayt Stadion, Al-Hor, Katar                                     | Katar              | 1–0   | 2–0      | 2022-es VB              |
| 37 | 2022. november 20.   | Al Bayt Stadion, Al-Hor, Katar                                     | Katar              | 2–0   | 2–0      | 2022-es VB              |
| 38 | 2022. november 25.   | Halífa Nemzetközi Stadion, Doha, Katar                             | Hollandia          | 1–1   | 1–1      | 2022-es VB              |

## Sikerei, díjai

### Klubcsapatokban
Emelec
- Ecuadori bajnok: 2013[31]

 Tigres UANL
- Mexikói bajnok: 2017 Apertura, 2019 Clausura
- Campeones kupa: 2018

### Egyéni
- A Copa Sudamericana gólkirálya: 2013
- A Mexikói labdarúgó-bajnokság gólkirálya: 2014
- CONCACAF-bajnokok ligája aranycipő: 2019
- A CONCACAF-bajnokok ligája, a torna csapata: 2019